# Měřicí tramvaj 5521
Měřicí tramvaj evidenční číslo 5521 v Praze je specificky upravený pracovní vůz na bázi tramvajového vozidla typu Tatra T3, který od roku 1989 slouží k měření různých parametrů v pražské tramvajové síti.

## Historie
V 80. letech 20. století vyvstala potřeba nahradit první dvounápravový měřicí vůz (evidenční číslo 4100), uvedený do provozu v roce 1967, novějším mobilním měřicím tramvajovým vozem. Pro přestavbu (v Ústředních dílnách DP) na měřicí vůz pro měření trakčního vedení byl zvolen vyřazený tramvajový vůz typu Tatra T3 (evidenční číslo 6258), rok výroby 1963. Přestavěný vůz získal nové evidenční číslo 5521 a byl od roku 1989 nasazen do provozu.

## Popis úprav

### Karoserie
V původním vozu (evidenční číslo 6258) byly odstraněny (zaslepením) druhé a třetí dveře. Zároveň došlo i k demontáži několika oken („zrušeno“ bylo poslední okno na straně dveří a na opačné straně i dvě poslední okna). V místě zadního střešního větracího otvoru, který byl zvětšen, byla zřízena prosklená otevírací nástavba. Pod touto střešní nástavbou uvnitř vozu byla zbudovaná vyvýšená plošina (s kovovými schůdky) určená pro dvě (sedící) osoby. Střešní nástavba je určena pro montáž tzv. zkratovacího zařízení na trolejové vedení (viz níže), plošina pod ní pak pro vizuální (optickou) kontrolu stavu troleje.

### Nátěr vozu
Pro svůj celooranžový nátěr získal měřicí vůz přezdívku „Pomeranč“. Jednolitý oranžový nátěr je oživen po obou stranách (v dolní čtvrtině výšky) bílo–šedo–černým pruhem. Ten se táhne téměř po celé délce vozu od předku tramvaje, aby se nakonec v zadní části vozu zlomil a pokračoval vzhůru směrem ke střeše.

### Pantograf
Měřicí vůz měl pro styk s trolejí po přestavbě v roce 1989 klasický pantograf známý z vozů typu Tatra T3. V roce 2002 byl tento pantograf nahrazen polopantografem Stemmann, který je známý z tramvajových vozů typu Tatra T6A5. Polopantograf pro měřicí tramvaj byl ale upraven přidáním dvou měřicích lišt. Měřicí vůz je stabilně deponován ve vozovně Kobylisy. Elektrická výzbroj vozu je uzpůsobena pomalé jízdě.* 

### Interiér
Změny doznal i interiér měřicího vozu, jenž byl rozdělen několika příčkami s průchozími dveřmi. Jednolitý interiér tramvaje byl jimi rozčleněn na stanoviště řidiče, prostor sloužící pro zaznamenávání naměřených hodnot a konečně již dříve zmíněné vyvýšené stanoviště pod střešní nástavbou.

### Pátá náprava
Za zadním podvozkem tramvaje byla umístěna pátá náprava s koly malého průměru. Ta byla určena jen pro měření přechodových odporů kolejových styků (viz níže), zdvihána a spouštěna byla hydraulicky z kabiny řidiče a byla (vzhledem k poruchovosti – vypadávání z kolejí) využívána jen zcela výjimečně.

## Používání vozu
Měřicí tramvaj je vždy první tramvají, která projíždí a testuje (v rámci první zkušební jízdy) každou novou nebo zrekonstruovanou pražskou tramvajovou trasu (po opravě kolejí, výhybek či trolejí). Kromě této funkce vykonává periodické preventivní prohlídky v celé pražské tramvajové kolejové síti, a to tak, že každým místem sítě pojede nejméně jednou až dvakrát za dva měsíce. Čtyřikrát v roce provádí měřicí tramvaj (výhradně v nočních hodinách) kontrolu tzv. ukolejení stožárů tím, že postupně pojíždí od stožáru ke stožáru, v každém místě se zastaví a provádí měření.

## Měření

### Kontrola troleje
Hlavním úkolem měřicího vozu je kontrola stavu tramvajového vedení. Měří se napětí v troleji, výška troleje nad kolejemi a tzv. klikatost. Ta je způsobena tím, že je trolej zavěšena nad vozovkou střídavě z levé a z pravé strany, což způsobuje její periodické stranové odchylky od ideální osy nad kolejemi, kde by měla být. Vůz detekuje také tzv. trolejové rázy, tedy nerovnosti („zuby“) na troleji samotné. Ty vznikají např. nevhodným napojením trolejí, uvolněním trolejové svorky, špatným výškovým seřízením v místě trolejového křížení apod. V současné době (rok 2020) se údaje o stavu troleje zaznamenávají průběžně do počítače a prezentují se pak v podobě grafu doplněného videozáznamem včetně souřadnic GPS, což usnadňuje lokalizaci konkrétního místa poruchy.

### Kontrola zkratových proudů
Měřicí tramvaj disponuje zařízením pro kontrolu nastavení zkratových proudů rychlovypínačů v měnírnách. Celé měření začíná tím, že se ve střeše vozu poněkud odsune budka střešní nástavby a takto vzniklým otvorem se zkratovací zařízení pomocí izolované tyče se svorkou dočasně připojí k troleji. (Zkratovací zařízení je umístěno v zadní části vozu pod kontrolním stanovištěm).
Z měřicího pracoviště se nastaví požadovaná velikost zátěžového odporu (rezistoru) a pak se v pravý čas aktivuje umělé krátké spojení (elektrický zkrat mezi trolejí a kostrou vozu, jež je spojena koly s kolejnicemi). Pokud by měření zkratových proudů bylo provedeno jen tímto popsaným způsobem, procházel by velký zkratový proud přes kola tramvaje a přes příslušná uzemňovací zařízení do kolejí (země), což by mohlo nežádoucím způsobem poškozovat vnitřní elektrické tramvajové vybavení. Ještě před aktivací umělého zkratu se automaticky aktivují zadní kolejnicové brzdy, jejichž uchycení je přemostěno měděnými dracouny. Zadní kolejnicové brzdy se vodivě přimknou ke kolejnicím a testovací zkratový proud projde z kostry vozu přes brzdy rovnou do kolejnice. Průběh zkoušky se pak vyhodnocuje po telefonické domluvě s příslušnou měnírnou, která na zkrat musí adekvátním způsobem zareagovat (aktivací rychlovypínačů).

### Kontrola ukolejnění stožárů
Měřicí vůz umí kontrolovat i ochranné kabely elektrických stožárů tím, že prověřuje správné elektrické spojení mezi stožárem a kolejnicí. Jedná se o kontrolu hodnot ukolejnění stožárů, respektive zařízení umístěných na stožárech. Podstatou je vlastně měření hodnot přechodových odporů mezi ukolejňovacím kabelem a kostrou vozu, tedy kolejnicí. Měření je časově náročné a provádí se zásadně v noci za minimálního tramvajového provozu. Vůz musí totiž u každého stožáru zastavit a obsluha musí z vnitřku vozu dojít s kablíkem (ukončeným měřicím hrotem) až ke stožáru, kde pracovník měřicí hrot připojí buď k ukolejňovací svorce na stožáru, nebo do krabičky ukolejňovacího kabelu stožáru.

### Kontrola kolejových styků
Původně osazená (zdvihatelná / spustitelná) pátá náprava (s malými koly) za zadním podvozkem tramvaje sloužila k měření přechodových odporů kolejových styků. Měřicí vůz zastavil tak, aby se měřený kolejový styk nacházel mezi čtvrtou a spuštěnou pátou nápravou. Přechodový odpor kolejového styku byl pak měřen ohmmetrem. Zařízení bylo ovládáno elektromotorem od měřicího pultu v interiéru vozu. Vzhledem k jeho časté poruchovosti (vykolejování 5. nápravy) a s nástupem celosvařovaných kolejnic ztratilo toto měření smysl a v dubnu roku 2020 bylo z měřicí tramvaje demontováno.